# District de Carpentras
Le district de Carpentras ou de l'Ouvèze est une ancienne division territoriale française du département de la Drôme de 1792 à 1793 puis du Vaucluse de 1793 à 1795.
Il était composé des cantons de Carpentras, Aubignan, Beaumes, Bedoin, Caromb, Malaucène, Mazan, Monteux, Mourmoiron, Pernes, Sarrians, Sault, Vaison, Venasque et Villedieu.

## Démographie
| Communes chefs-lieux de canton | Noms contemporains   | Population en 1793 | Population en 1800 |
| ------------------------------ | -------------------- | ------------------ | ------------------ |
| Carpentras                     | Carpentras           | 9 900              | 8 489              |
| Aubignan                       | Aubignan             | 1 289              | 1 373              |
| Beaumes                        | Beaumes-de-Venise    | 1 332              | 1 297              |
| Bedoin                         | Bédoin               | 2 026              | 1 945              |
| Caromb                         | Caromb               | 2 161              | 2 263              |
| Malaucène                      | Malaucène            | 2 465              | 2 506              |
| Mazan                          | Mazan                | 3 078              | 3 256              |
| Monteux                        | Monteux              | 3 161              | 3 245              |
| Mourmoiron                     | Mormoiron            | 1 617              | 1 586              |
| Pernes                         | Pernes-les-Fontaines | 3 480              | 3 621              |
| Sarrians                       | Sarrians             | 1 943              | 1 901              |
| Sault                          | Sault                | 2 581              | 2 590              |
| Vaison                         | Vaison-la-Romaine    | 1 680              | 1 901              |
| Venasque                       | Venasque             | 1 194              | 1 117              |
| Villedieu                      | Villedieu            | 713                | 602                |